# مایک موندو
مایک موندو (انگلیسی: Mike Mondo؛ زادهٔ ۲۶ مارس ۱۹۸۳) کشتی‌گیر کشتی حرفه‌ای اهل ایالات متحده آمریکا است.